# آيت بوحماد الجيل (لهري)
آيت بوحماد الجيل هي إحدى مشيخات المملكة المغربية، تتبع جغرافيا لإقليم خنيفرة وإداريًا للهري. يقدر عدد سكانها بـ 162 نسمة حسب الإحصاء الرسمي للسكان والسكنى لسنة 2004.